# Stadion Awanhard w Użhorodzie
Stadion "Awanhard" (ukr. Cтадіон «Авангард») – wielofunkcyjny stadion w Użhorodzie na Ukrainie.
Stadion w Użhorodzie został zbudowany w 1952. Po rekonstrukcji w 2005 stadion dostosowano do wymóg standardów UEFA i FIFA, wymieniono stare siedzenia na siedzenia z tworzywa sztucznego. Rekonstruowany stadion może pomieścić 12 000 widzów. 29 kwietnia 1992 na stadionie odbył się pierwszy historyczny mecz reprezentacji Ukrainy.